# Łobżenica
Łobżenica este un oraș în Polonia.